# حلقه برنارد
حلقه برنارد یک نیم حلقه وسیع در صورت فلکی جبار است. وسعت ظاهری آن در آسمان از ابط الجوزا تا ستاره پای راست شکارچی ادامه دارد. فاصله اش با ما ۵۱۸ سال نوری تا ۱۴۳۴ سال نوری است. وسعتش ۱۰۰ تا ۳۰۰ سال نوری است.
ممکن است در موقعیتی تاریک که آلودگی نوری وجود ندارد با چشم غیر مسلح دیده شود. قدر ظاهری این سحابی ۵ است.

## سحابی‌های اطراف
- سحابی جبار
- سحابی سر اسب[۳]
- سحابی شعله

## نگارخانه

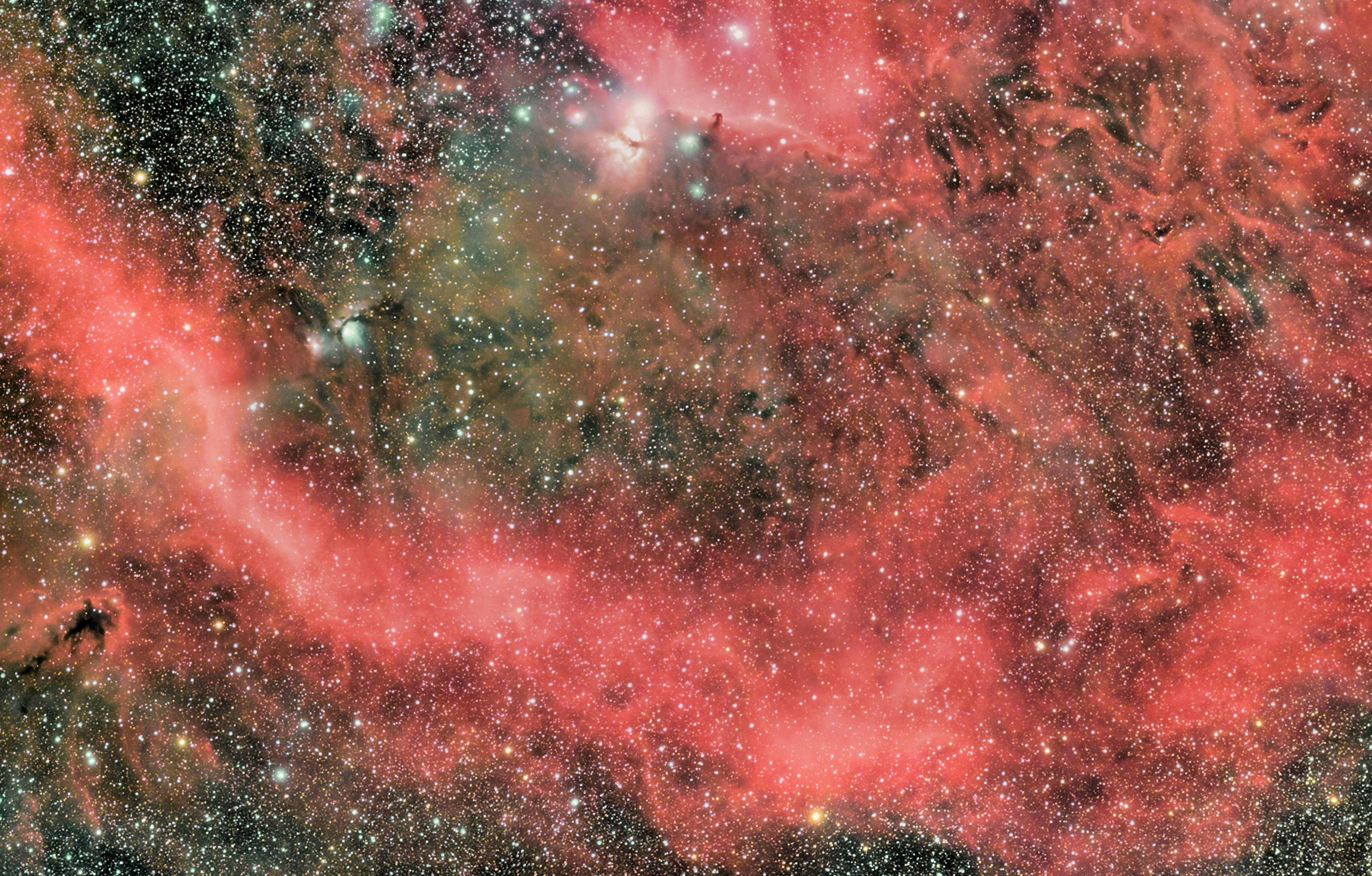
سحابی سر اسب و سحابی شعله در کنار حلقه برنارد مشخص است.
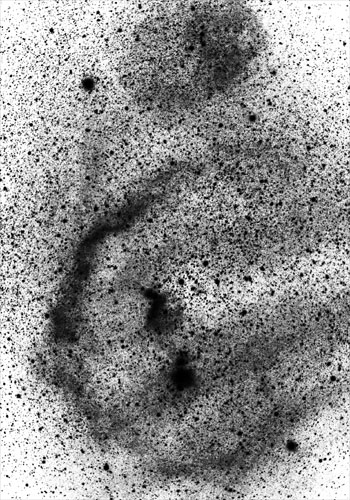
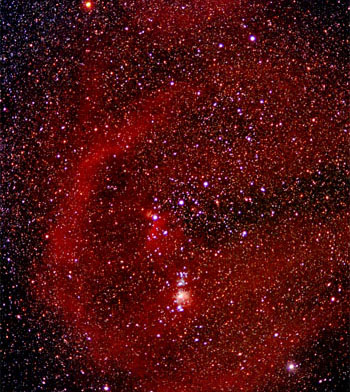